# 大貝倫山

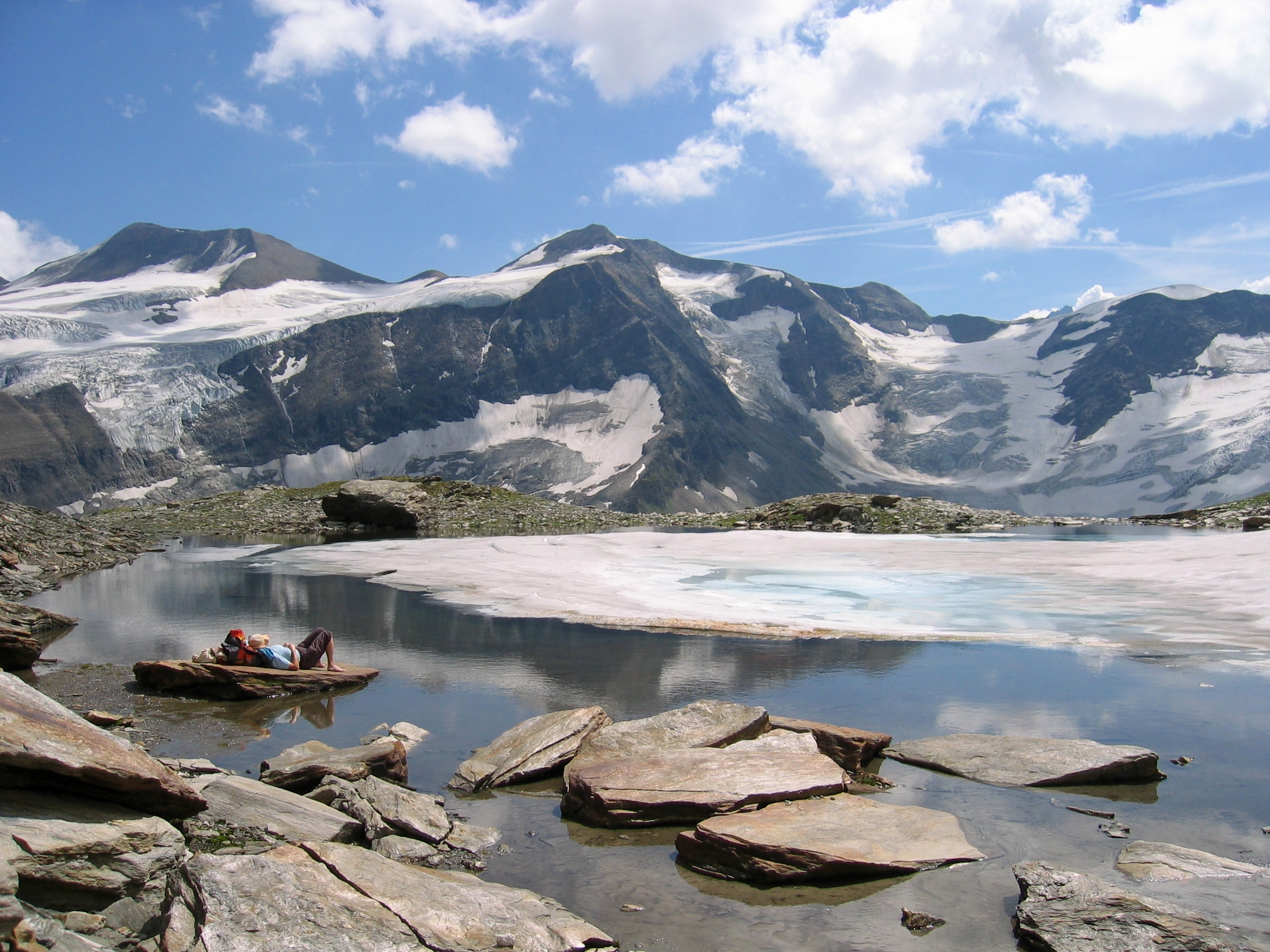

47°07′51″N 12°43′53″E / 47.13083°N 12.73139°E
大貝倫山（德語：Großer Bärenkopf），是奧地利的山峰，位於該國西部，由克恩頓州負責管轄，屬於格洛克納山脈的一部分，海拔高度3,396米，人類在1869年9月18日首次登頂。